# WINNER!
「WINNER!」（ウィナー）は、日本のヘヴィメタルバンド・聖飢魔IIの7枚目の小教典（シングル）。B.D.11年（1988年）10月21日に発布された。

## 解説
地球デビュー以来、それまでの小教典曲はマイナーキーで制作され続けてきたが、この曲は初めてメジャーキーで制作された。
『デーモン小暮のオールナイトニッポン』においては9月からオンエアが解禁された。本作と同日に爆風スランプの「Runner」が発売されていることから、デーモンは前述のラジオで「Runner」をオンエアする時に「走ってる奴（Runner）より勝ってる奴（WINNER!）の方が偉いんだ!」と言っていたことがあった。

## タイアップ
1990年から1993年にかけてフジテレビ系列でオンエアされていた『FNS1億2000万人のクイズ王決定戦』のエンディングテーマとして使用されていた（第3回～第6回）。

## 収録曲
編曲：聖飢魔II・土橋安騎夫
1. WINNER!
  - 作詞：デーモン小暮・ぬらりひょん吉
  - 作曲：SGT.ルーク篁III世
2. 害獣達の墓場
  - 作詞：デーモン小暮
  - 作曲：エース清水

タイトルは「けものたちのはかば」と読む。
歌詞も当て字の用法で特殊な読み方を多用しており、曲の終盤の方にはゴジラの鳴き声のような音声が入っている。